# Чжэн Чуньян
Чжэн Чуньян (кит. упр. 鄭春陽 , пиньинь Zheng Chunyang, род. 22 мая 1970) года,  — китайская шорт-трекистка. Принимала участие в Олимпийских играх 1992 года, Неоднократная призёр чемпионатов мира.

## Биография
Чжэн Чуньян впервые выступила на международном уровне в 1988 году на чемпионате мира в Сент-Луисе и заняла с командой в эстафете 3-е место. Первые успехи в индивидуальных гонках пришли в 1990 году на зимних Азиатских играх в Саппоро, когда Чжэн заняла 3-е место на 500 метров и выиграла золото в эстафете. Следующие 2 года она выиграла на чемпионате мира среди команд серебро в в Сеуле и бронзу в Минамимаки. В том же 1992 году на чемпионате мира в Денвере Чжэн выиграла бронзовую медаль на дистанции 500 метров и заняла 8-е место в общем зачёте.
На Олимпийских играх 1992 года в Альбервилле Чжэн Чуньян заняла в эстафете 8-е место, хоть Китай и был одним из фаворитов, но падение в полуфинале Чжан Яньмэй лишило команду призовых мест.
В 1993 году выиграла серебро в эстафете на чемпионате мира в Пекине вместе с Ван Сюлань, Ли Янь и Чжан Цзин. Также Чжэн участвовала на зимней Универсиаде в Закопане и выиграла две золотые медали на 3000 метров и в эстафете.